# Erythrochiton
Erythrochiton é um género botânico pertencente à família Rutaceae.

## Espécies
- Erythrochiton giganteus, Kaastra & A.H.Gentry